# Langues Wissel Lakes
Les langues Wissel Lakes (ou langues paniai lakes) sont une famille de langues papoues  de la famille des langues de Trans-Nouvelle-Guinée parlées en Indonésie dans la province de Papouasie. Ces langues sont nommées ainsi d'après les lacs Wissel (en), ancien nom du groupe de trois lacs centré sur le lac Paniai dans le kabupaten de Paniai.

## Classification
Malcolm Ross (2005) propose d'inclure les langues wissel lakes dans un ensemble occidental qu'il rattache à la famille hypothétique du trans-nouvelle-guinée. Ross y inclut les différents groupes de langues timor-alor-pantar. Or, si les langues papoues parlées à Timor et dans les îles proches sont clairement apparentées entre elles, le lien établi par Ross avec d'autres langues de Papouasie, telles les langues wissel lakes, est douteux. 
Haspelmath, Hammarström, Forkel et Bank ne valident pas l'hypothèse de Ross. Si, pour eux, les langues wissel lakes font bien partie du trans-nouvelle-guinée, ce n'est pas le cas d'autres groupes tels que le bomberai de l'Ouest.

## Liste des langues
Les langues wissel lakes sont :
- groupe auye-dao 
  - auye
  - Dao
- ekari
- moni
- wolani

## Sources
- (en) Malcolm Ross, 2005, Pronouns as a preliminary diagnostic for grouping Papuan languages, dans Andrew Pawley, Robert Attenborough, Robin Hide, Jack Golson (éditeurs) Papuan pasts: cultural, linguistic and biological histories of Papuan-speaking peoples, Canberra, Pacific Linguistics. pp. 15–66.
- (en) Marian Klamer (éditrice), 2012, The Alor-Pantar languages: History and typology, Berlin, Language Science Press.
- (en) Tyler Heston, 2014, The Nature and Underlying Representations of Long Vowels and Diphtongs in Fataluku, Oceanic Linguistics 53:2, pp. 467-479.